# Hinojosa de la Sierra
Hinojosa de la Sierra es una localidad de la provincia de Soria, partido judicial de Soria, Comunidad Autónoma de Castilla y León, España. Pueblo de la comarca de El Valle y La Vega Cintora que pertenece al municipio de El Royo.

## Historia
Sobre la base de los datos del censo de Pecheros de 1528, en el que no se contaban eclesiásticos, hidalgos y nobles, se registra la existencia 34 pecheros, es decir unidades familiares que pagaban impuestos. Figura en el documento original como  Hinojosa de la Sierra y Cintora.
A la caída del Antiguo Régimen la localidad se constituye en municipio constitucional, entonces conocido como Hinojosa de la Sierra en la región de Castilla la Vieja, partido de Soria que en el censo de 1842 contaba con hogares 35 y 136 vecinos.
A mediados del siglo XIX crece el término porque incorpora a Langosto. A finales del siglo XX desaparece el término porque se incorpora a El Royo.

## Geografía humana

### Demografía
| Gráfica de evolución demográfica de Hinojosa de la Sierra entre 1842 y 1960 |
| |
| Población de derecho según los censos de población del INE Población de hecho según los censos de población del INEEntre el censo de 1857 y el anterior, crece el término del municipio porque incorpora a 425052 (Langosto) Entre el censo de 1970 y el anterior, este municipio desaparece porque se integra en el municipio 42160 (El Royo) |

En el año 2000 contaba con 9 habitantes, concentrados en el núcleo principal, pasando a 20 en 2015.

## Lugares de interés
- Castillo de Hinojosa de la Sierra
- Iglesia de Nuestra Señora de la Asunción, con múltiples reformas y añadidos, conserva de estilo románico una portada de acceso al interior, con la rosca de tacos desiguales y otra tapiada, acaso de un pórtico, con el mismo ornamento.
- Palacio de los Hurtado de Mendoza

## Fiestas
- Evento Soriano, mes de junio e inicios del otoño. Gran parrillada de productos de la tierra, con una gran selección de acompañantes y embutidos
- La Asunción y San Roque, 15 y 16 de agosto
- La Fiestecilla, segunda semana de junio